# Cybocephalus serrativentris
Cybocephalus serrativentris is een keversoort uit de familie Cybocephalidae. De wetenschappelijke naam van de soort werd in 1877 als Acribis serrativentris gepubliceerd door Charles Owen Waterhouse.